# John Symonds (historien)
John Symonds (23 janvier 1730 - 18 février 1807) est un universitaire anglais, devenu professeur d'histoire moderne à l'Université de Cambridge.

## Biographie
Né à Horringer, Suffolk, il est le fils aîné du révérend John Symonds (décédé en 1757), recteur de la paroisse, et de son épouse, Mary Spring (décédée en 1774), fille de Thomas Spring (3e baronnet) de Pakenham et de l'hon. Merelina Jermyn, fille de Thomas Jermyn (2e baron Jermyn). Son frère cadet est le capitaine de la marine britannique Thomas Symonds (en), qui est le père de l'amiral Sir William Symonds (en). John hérite des domaines familiaux pendant que son frère était en mer. 
Il fait ses études au St John's College de Cambridge, où il obtient un BA en 1752. En 1753, il est élu membre de Peterhouse et fait sa maîtrise en 1754. Il est admis au Middle Temple en 1747 et est admis au barreau en 1756. 
En 1771, Symonds est nommé professeur d'histoire moderne à la mort de Thomas Gray et l'année suivante, il est créé LL. D. par mandat royal et passe au Trinity College. Il est décédé célibataire le 18 février 1807 à Bury St Edmunds, où il est enregistreur, et est enterré à Pakenham. 
Dans son testament, Symonds donne ses livres à la Bibliothèque historique de Cambridge et est considéré comme le fondateur de la bibliothèque. 

## Travaux
Symonds était l'auteur de : 
- Remarques sur un essai sur l'histoire de la colonisation (sur une œuvre de William Barron), Londres, 1778
- L'opportunité de réviser la présente édition des Évangiles et des Actes des Apôtres, Cambridge, 1789
- L'opportunité de réviser les épîtres, Cambridge, 1794

Il a également contribué aux Annals of Agriculture d'Arthur Young. 